# Борен (Шлезвиг-Холштајн)
Борен (њем. Boren) град је у њемачкој савезној држави Шлезвиг-Холштајн. Једно је од 134 општинска средишта округа Шлезвиг-Фленсбург. Према процјени из 2010. у граду је живјело 760 становника. Посједује регионалну шифру (AGS) 1059011.

## Географски и демографски подаци
Борен се налази у савезној држави Шлезвиг-Холштајн у округу Шлезвиг-Фленсбург. Град се налази на надморској висини од 16 метара. Површина општине износи 18,5 km². У самом граду је, према процјени из 2010. године, живјело 760 становника. Просјечна густина становништва износи 41 становника/km².